# آنتونی رید
آنتونی رید (انگلیسی: Antony Read; ۱۰ سپتامبر ۱۹۱۳ – ۲۲ سپتامبر ۲۰۰۰) فرد نظامی اهل بریتانیا بود. وی همچنین برندهٔ جوایزی همچون صلیب نظامی شده‌است.